# The Unjust
Pour plus de détails, voir Fiche technique et Distribution.
The Unjust (hangeul : 부당거래 ; RR : Moodanggeorae) est un thriller sud-coréen réalisé par Ryoo Seung-wan, sorti en 2010.

## Synopsis
Hautement médiatisée, l'affaire d'un tueur en série est en pleine impasse, alors que la police a officieusement tué le seul suspect. Pour en terminer avec l'enquête, un haut gradé demande à un capitaine dont la carrière se traîne, d'inventer le parfait coupable. Mais sur son chemin, il croisera un procureur acharné et un mafieux très retors…

## Fiche technique
- Titre : The Unjust
- Titre original : 부당거래 (Moodanggeorae)
- Réalisation : Ryoo Seung-wan
- Scénario : Park Hoon-jeong
- Décors : Choe Ji-yeon
- Costumes : Choi Se-yeon
- Photographie : Chung Chung-hoon
- Montage : Kim Sang-bum et Kim Jae-bum
- Musique : Jo Yeong-wook
- Production :  Kim Yun-ho,  Koo Bon-han,  Ryoo Seung-wan et Han Jae-deok
- Sociétés de production : Filmmaker R & K et Film Train
- Société de distribution : CJ Entertainment
- Pays d'origine :  Corée du Sud
- Langue originale : coréen
- Format : couleur - 2.35 : 1 - Dolby Digital - 35 mm
- Genre : thriller
- Durée : 119 minutes
- Dates de sortie :
  - Corée du Sud : 28 octobre 2010
  - France : 2 avril 2011 (Festival international du film policier de Beaune) ; 18 avril 2012 (DVD)

## Distribution
- Hwang Jeong-min : Choi Cheol-gi
- Ryoo Seung-beom : Joo-yang
- Yoo Hae-jin : Jang Seok-goo
- Jeon Ho-jin : Kang
- Ma Dong-seok : Ma Dae-ho
- Oh Jung-se : le journaliste Kim